# Mahabad

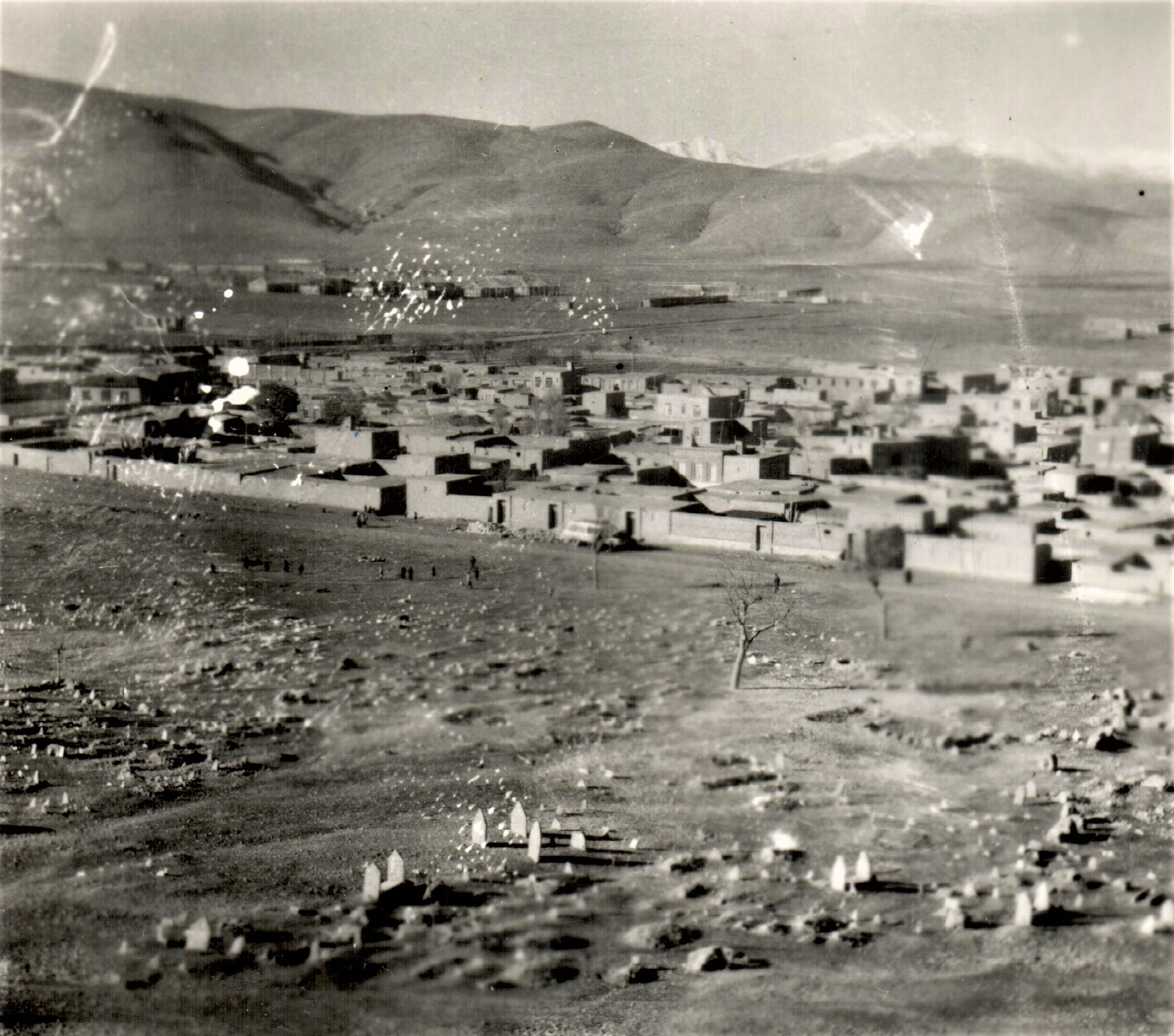
Mahabad (1951)

Mahabad (persiska: مهاباد) är en stad i nordvästra Iran med cirka 170 000 invånare. Staden ligger söder om Urmiasjön i en trång dal på cirka 1 300 meter över havet i provinsen Västazarbaijan. Befolkningen består främst av kurder och staden var 1946 centrum för den kurdiska Mahabadrepubliken. Mahabad ligger i ett område som kallas Mukryan.

## Poeter från Mahabad
- Abdurrahman Sharafkandi
- Hemin Mukriyani